# The Kids Are Alright
The Kids Are Alright ist ein Rocksong, der 1965 vom Gitarristen und Komponisten Pete Townshend der britischen Rockgruppe The Who geschrieben wurde, und ein gleichnamiger „Rockumentary“-Dokumentarfilm aus dem Jahr 1979.

## Lied
The Kids Are Alright wurde als siebter Titel auf dem Album My Generation und als Single in Deutschland und in den USA veröffentlicht. The Kids Are Alright und der Titelsong My Generation wurden für die in der britischen Hauptstadt aufblühende Mod-Szene zu einer Art Hymne. Der Legende nach hatte Pete Townshend ein Lied von Henry Purcell gehört und er kopierte Purcells Piano-Melodie auf die Gitarre und die zweite Strophe von Henry Purcells Song als Refrain.
Das Lied wurde von Gruppen wie Goldfinger, Green Day und Pearl Jam gecovert. Die Rockgruppe The Offspring veröffentlichte 1998 das Lied The Kids Aren’t Alright, das mit seinem gesellschaftskritischen Text eine Anspielung auf das Who-Stück darstellt.
Heutzutage fügen The Who, wenn sie dieses Stück bei Konzerten spielen, oft improvisierte Solomelodien hinzu.

## Film und Soundtrack-Album
Der Film The Kids Are Alright wurde vom amerikanischen Who-Fan Jeff Stein initiiert, da er allerlei Film- und TV-Aufnahmen von Konzerten sammelte, und die Band überzeugte, daraus einen Film zu machen, bei dem er selber Regie führte. So wurden u. a. das Archivmaterial vom Woodstock-Festival 1969 durchforstet und eingefügt. Ergänzt wurde mit Live-Aufnahmen in guter Ton- und Bildqualität vor Publikum in den Shepperton Studios am 25. Mai 1978, dem letzten Konzert von Keith Moon. Zum Film wurde auch ein Soundtrack-Album erstellt.